# Регіоналістика
Регіоналістика — міждисциплінарна наука, що вивчає об'єктивні процеси регіоналізації (географічної, політичної, економічної, культурної). Особливу увагу приділяє вивченню регіоналізації міжнародних відносин під впливом факторів глобалізації. Засновником регіональної науки (регіоналістики) є американський економіст і географ Волтер Айзард, який у своїй фундаментальній праці намітив трансформацію регіональної економіки в регіоналістику за рахунок розширення базисних факторів, не тільки економічних, але й політичних, соціальних і екологічних. Першим кроком на цьому шляху стало розроблення еколого-економічного підходу до регіональних досліджень.
Регіоналістика відображує синтез підходів різних наук до регіональних досліджень. На думку географа А. Г. Ісаченка, регіоналістика замислювалася як вчення, що об'єднує такі напрямки:
- Районістика, предметом якої, за задумом засновників, повинна служити розробка загальних принципів і методів систематизації шляхом районування.
- Регіонознавство за задумом його ініціаторів має вивчати специфіку розвитку цілісних регіонів у найрізноманітніших аспектах — від природних до етноконфесійних.
- а також ряд інших напрямків в науках, що мають справу з районуванням і вивченням районів.

З метою системного вивчення проблем регіональної та локальної історії, історичної урбаністики, мікроісторії в 2006 р. в Інституті історії України НАН України був створений Сектор теоретико-методологічних проблем історичної регіоналістики. Його очолила доктор історичних наук Ярослава Верменич.
1 травня 2012 р. на базі відділу регіональних проблем історії України та сектора теоретико-методологічних проблем історичної регіоналістики було утворено відділ історичної регіоналістики.